# Unión Deportiva Llanera
La Unión Deportiva Llanera es un club de fútbol de la localidad de Posada de Llanera, en el concejo de Llanera en Asturias. Fue fundado en 1981 y consta de un equipo masculino, un equipo femenino y varios equipos de fútbol base que juegan en categorías inferiores. Actualmente su primer equipo masculino milita en la Segunda Federación.

## Historia
El primer club denominado Unión Deportiva Llanera se fundó en el verano de 1961. Esta sociedad jugó en Segunda Regional y disputó sus primeros encuentros en el campo de "Las Huelgas". Su última campaña fue en 1969-70 y la finalizó en penúltima posición de su grupo.
En 1981 dos exjugadores de la U. D. Llanera, Paco Colunga y Pablo Faes, convencieron a Pepe Quimarán y lograron con su intervención que se creara un nuevo equipo federado en la localidad, con idéntico nombre al anterior. Fue Pepe Quimarán el artífice de esta nueva U. D.  Llanera, de ahí su reconocimiento al darle al campo su nombre en sustitución del antiguo campo de Las Huelgas. El nuevo club logró en 1987 ascender a Primera Regional, categoría esta en la que participó durante seis temporadas, hasta la desaparición del equipo durante la temporada 1993-94. Disputó su último partido en la 18.ª jornada (9 de enero de 1994) y ya no se presentó a la siguiente jornada. Siguió manteniendo las categorías inferiores del club.
En la temporada 1997-98 volvió a federarse en Segunda Regional el primer equipo del club.
En la campaña 2019-20, logra el subcampeonato de liga. Tras 28 partidos disputados y con la decisión federativa de dar la temporada regular por terminada, sin completar todas las jornadas, por motivo de la pandemia del coronavirus. Tras esta situación anómala, el ente federativo decidió que se disputará en el estadio avilesino del Román Suárez Puerta, unas semifinales y final entre los cuatro primeros clasificados en el momento de dar por concluido el campeonato. El vencedor de la final ascendería directamente a la Segunda División "B". La U. D. Llanera sería derrotada en su semifinal por el Club Deportivo Covadonga por el resultado de 2-3 a favor de los ovetenses. Los goles de los de Posada de Llanera, serían obra de Abel y de Dani González.
En la temporada 2020-21, consiguió un puesto en la Segunda División RFEF, liga creada por reestructuración de las categorías por la Real Federación Española de Fútbol. Lo hizo tras volver a quedar subcampeón de su grupo de la Tercera División y conseguir una de las tres únicas plazas para poder seguir militando en el cuarto nivel del fútbol español, en una liga interautonómica de mayor nivel competitivo, por primera vez en la historia del club. Sólo permaneció una campaña en la categoría.
En la siguiente temporada, 2022-23, consiguió clasificarse en cuarta posición del Grupo II de Tercera Federación. Lo que le permitió disputar un play-off con los equipos clasificados del segundo al quinto de su grupo. Siendo eliminados por L'Entregu C. F. en semifinales. No clasificándose, por tanto, para la definitiva promoción de ascenso a Segunda Federación.
Un año más tarde logró ascender a Segunda Federación, tras proclamarse campeón del grupo II de la Tercera Federación. Lo hizo con una abultada diferencia de dieciséis puntos sobre el segundo clasificado, el a priori favorito, Sporting Atlético.

## Uniforme
- Uniforme titular: camiseta ajedrezada roja y blanca, pantalón azul, medias rojas con ribetes blancos.
- Uniforme alternativo: camiseta con franjas verticales en negro y gris oscuro; pantalón negro con ribetes blancos y medias negras.

## Estadio

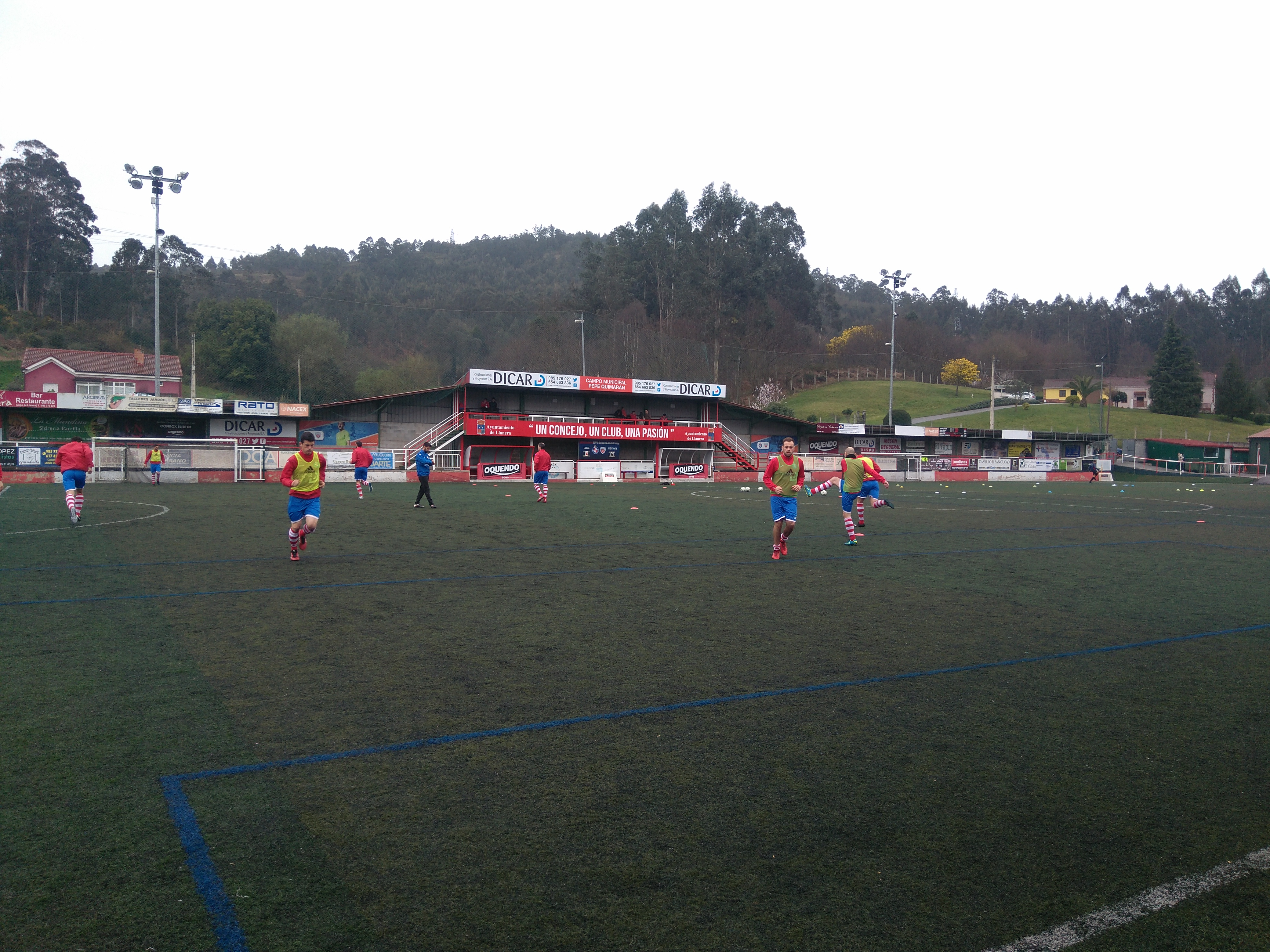
Estadio Pepe Quimarán.

La U. D. Llanera juega sus partidos como local en el campo Pepe Quimarán, situado en la localidad de Posada de Llanera. Es de hierba artificial, tiene unas dimensiones de 90 x 56 m y su capacidad es de aproximadamente unas 1000 personas. Dispone de iluminación artificial, que permiten la disputa de encuentros en horario nocturno.

## Trayectoria en competiciones nacionales
- Temporadas en Primera División: 0
- Temporadas en Segunda División: 0
- Temporadas en Primera Federación: 0
- Temporadas en Segunda Federación: 2
- Temporadas en Tercera: 7
- Participaciones en la Copa del Rey: 1

## Trayectoria
| Temporada | Nivel | Categoría    | Puesto   | Copa del Rey |
| --------- | ----- | ------------ | -------- | ------------ |
| 1981-82   | 7     | 2.ª Regional | 14.º     |              |
| 1982-83   | 7     | 2.ª Regional | 3.º      |              |
| 1983-84   | 7     | 2.ª Regional | 15.º     |              |
| 1984-85   | 7     | 2.ª Regional | 7.º      |              |
| 1985-86   | 7     | 2.ª Regional | 4.º      |              |
| 1986-87   | 7     | 2.ª Regional |          |              |
| 1987-88   | 6     | 1.ª Regional | 10.º     |              |
| 1988-89   | 6     | 1.ª Regional | 17.º     |              |
| 1989-90   | 7     | 2.ª Regional | 1.º      |              |
| 1990-91   | 6     | 1.ª Regional | 8.º      |              |
| 1991-92   | 6     | 1.ª Regional | 12.º     |              |
| 1992-93   | 6     | 1.ª Regional | 15.º     |              |
| 1993-94   | 6     | 1.ª Regional | Retirado |              |
| 1994–97   |       | No compite   |          |              |
| 1997-98   | 7     | 2.ª Regional | 11.º     |              |
| 1998-99   | 7     | 2.ª Regional | 10.º     |              |
| 1999-2000 | 7     | 2.ª Regional | 16.º     |              |
| 2000-01   | 7     | 2.ª Regional | 3.º      |              |
| 2001-02   | 7     | 2.ª Regional | 1.º      |              |
| 2002-03   | 6     | 1.ª Regional | 15.º     |              |
| 2003-04   | 7     | 2.ª Regional | 3.º      |              |
| 2004-05   | 7     | 2.ª Regional | 12.º     |              |
| 2005-06   | 7     | 2.ª Regional | 4.º      |              |
| 2006-07   | 7     | 2.ª Regional | 1.º      |              |

| Temporada | Nivel | Categoría           | Puesto | Copa del Rey |
| --------- | ----- | ------------------- | ------ | ------------ |
| 2007-08   | 6     | 1.ª Regional        | 11.º   |              |
| 2008-09   | 6     | 1.ª Regional        | 8.º    |              |
| 2009-10   | 6     | 1.ª Regional        | 2.º    |              |
| 2010-11   | 5     | Regional Preferente | 20.º   |              |
| 2011-12   | 6     | 1.ª Regional        | 13.º   |              |
| 2012-13   | 6     | 1.ª Regional        | 3.º    |              |
| 2013-14   | 5     | Regional Preferente | 12.º   |              |
| 2014-15   | 5     | Regional Preferente | 8.º    |              |
| 2015-16   | 5     | Regional Preferente | 2.º    |              |
| 2016-17   | 4     | 3.ª División        | 13.º   |              |
| 2017-18   | 4     | 3.ª División        | 15.º   |              |
| 2018-19   | 4     | 3.ª División        | 5.º    |              |
| 2019-20   | 4     | 3.ª División        | 2.º    |              |
| 2020-21   | 4     | 3.ª División        | 2.º    | 1.ª ronda    |
| 2021-22   | 4     | 2.ª División RFEF   | 16.º   | 2.ª ronda    |
| 2022-23   | 5     | 3.ª Federación      | 4.º    |              |
| 2023-24   | 5     | 3.ª Federación      | 1.º    |              |
| 2024-25   | 4     | 2.ª Federación      |        |              |

## Palmarés

### Torneos nacionales
- Tercera Federación (1): 2023-24.
- Subcampeón de Tercera División (2): 2019-20 y 2020-21.

### Torneos autonómicos
- Subcampeón de la Copa de la Real Federación Española de Fútbol (Fase asturiana) (1): 2022.
- Subcampeón de la Regional Preferente (1): 2015-16.
- Subcampeón de la Primera Regional (1): 2009-10.
- Segunda Regional (1): 1989-90.

### Trofeos amistosos
- Memorial Ricardo Fernández (1): 2024.
- Trofeo Villa de Laviana-Memorial Ricardito (1): 2019.
- Trofeo Memorial José Aurelio (1): 2013.